# I talenti dei Castelli
I talenti dei Castelli è un talent show sammarinese ideato e curato dalla Banca di San Marino, in collaborazione con San Marino RTV, ispirato al programma italiano Italia's Got Talent, a sua volta ispirato al format anglo-statunitense Got Talent ideato da Simon Cowell.

## Il programma
Il programma prevede la partecipazione di cittadini sammarinesi o residenti senza limiti di età ed arte, un partecipante per ognuno dei nove castelli di San Marino, il vincitore viene scelto dal voto popolare (Facebook, WhatsApp e voto nelle filiali della Banca di San Marino che contribuisce per il 60%) e da una giuria televisiva (che contribuisce per il restante 40%) che nella diretta del 24 dicembre in onda su San Marino RTV decreta e comunica il vincitore. 
Il vincitore riceve un premio di 2.000 euro dalla Banca di San Marino e 3.000 euro vanno al suo castello da parte dell'Ente Cassa di Faetano - Fondazione Banca di San Marino per realizzare un'opera pubblica. 
L'obiettivo è quello di dare visibilità ai piccoli e grandi talenti presenti a San Marino.

## Edizioni

### Prima edizione (2015)
| Puntata | Messa in onda    |
| ------- | ---------------- |
| 1       | 28 novembre 2015 |
| 2       | 3 dicembre 2015  |
| 3       | 10 dicembre 2015 |
| 4       | 17 dicembre 2015 |
| Finale  | 24 dicembre 2015 |

Giuria:
- Marilia Reffi, Istituti Culturali
- Alessandro Capicchioni, responsabile di San Marino RTV per l'Eurovision Song Contest
- Roberto Fabbri, musicista e compositore
- Francesca Airaudo, attrice e cantante

### Concorrenti
| Castello            | Concorrente                         |
| ------------------- | ----------------------------------- |
| Acquaviva           | Piero Piva                          |
| Borgo Maggiore      | Mosè Cervellini                     |
| Chiesanuova         | Giada Borgagni                      |
| Domagnano           | Fire Stones                         |
| Faetano             | Rosa Dalla Valle                    |
| Fiorentino          | Bradipoteatar Junior                |
| Montegiardino       | Anita Simoncini e Michele Giacomini |
| Città di San Marino | Lorenzo "Irol MC" Salvatori         |
| Serravalle          | Martina Celli                       |

Ogni concorrente poteva esibirsi per circa tre minuti ed era presentato dal proprio capitano di castello, inoltre il vincitore ha annunciato il 14 maggio 2016 i voti della giuria sammarinese allo Eurovision Song Contest 2016.

### Seconda edizione (2016)
Nella seconda edizione è stato possibile votare anche per le selezioni. 32 i talenti in gara che sono stati votati da oltre 300.000 persone sulla pagina facebook della Banca di San Marino (peso 60%) dal 5 ottobre al 20 ottobre 2016. Dopo il voto della giuria sono stati decretati i 9 finalisti: 
| Castello            | Concorrente                   |
| ------------------- | ----------------------------- |
| Acquaviva           | "The Slight" Giacomo Parenti  |
| Borgo Maggiore      | Lucia Castiglioni             |
| Chiesanuova         | Elisenda Giovannini           |
| Domagnano           | "The Trick" Giacomo Tassinari |
| Faetano             | Paco Zafferani                |
| Fiorentino          | Erik Tognarini                |
| Montegiardino       | Veronica Franciosi            |
| Città di San Marino | Ginevra Bencivenga            |
| Serravalle          | Francesca Bacciocchi          |

I 9 finalisti hanno registrato le nuove esibizioni che saranno visibili su facebook e votabili su whatsapp, nelle filiali Banca di San Marino oltre che su facebook dal 1 al 20 dicembre 2016 e il 24 dicembre la vincitrice.

### Terza edizione (2017)
Nel 2017 si è svolta la terza edizione e la finale del 24 dicembre è stata condotta da Irol MC, vincitore della prima edizione; i finalisti erano i seguenti:
| Castello            | Concorrente                     |
| ------------------- | ------------------------------- |
| Acquaviva           | Letizia Carighini               |
| Borgo Maggiore      | Elisa Mazza                     |
| Chiesanuova         | Alessandra Busignani            |
| Domagnano           | I Bartitans                     |
| Faetano             | Ginevra Bencivenga e Indanza    |
| Fiorentino          | Mafry                           |
| Montegiardino       | Ilaria Donini                   |
| Città di San Marino | Luca Lazzarini e Debora Scarano |
| Serravalle          | The Alibi                       |